# 君に逢いたくて
「君に逢いたくて」（きみにあいたくて）は、2004年10月27日にGacktが発表した楽曲、及び同曲を収録したシングル。通算18枚目のシングルである。

## 概要
- 前作「12月のLove song / 十二月的情歌」から10か月ぶりのリリースとなった。
- この曲で、紅白歌合戦に4年連続、4度目の出場を果たした。
- 今作は表題曲、カップリング曲ともにバラードとなっている。「君に逢いたくて」は生ピアノ、「ピース」はアコースティック・ギターを軸としている。

## 収録曲
1. 君に逢いたくて (5:29)
  - 作詞作曲:Gackt.C/編曲:Chachamaru

『ザ・ワイド』エンディングテーマ。
不器用な男のことを等身大に描いたラブソングであり、その不器用な男を自分自身としている[1]。
ミュージシャンになる前の自分の恋愛感などを歌詞にしている。
Gacktがソロデビュー後のシングル表題曲の中でライブで演奏されていない楽曲となっている。
後に、リミックスアルバム『GACKTracks -ULTRA DJ ReMIX-』にてリミックスバージョンで収録された。
2. ピース (4:07)
  - 作詞作曲:Gackt.C/編曲:Chachamaru

ライブ未演奏曲である。
3. 君に逢いたくて (Instrumental)
4. ピース (Instrumental)

## 収録アルバム
- Love Letter (#1、#2)
- THE ELEVENTH DAY 〜SINGLE COLLECTION〜 (#1)
- GACKTracks -ULTRA DJ ReMIX- (#1、リミックスバージョン)